# Ourapteryx destrigata
Ourapteryx destrigata là một loài bướm đêm trong họ Geometridae.